# 波普县 (阿肯色州)
波普縣（英語：Pope County）是美国阿肯色州西北部的一個縣。面積2,152平方公里。根據美國2000年人口普查，共有54,469人。縣治拉塞爾維爾（Russellville）。該縣成立於1829年11月3日。縣名源自第三任阿肯色領地總督约翰·波普。本縣是一個禁酒的縣。